# Karl August Dahmen
Karl August Michael Mathias Hubert Johannes Dahmen (getauft 27. Oktober 1788 in Solingen; † 23. Juli 1874 in Ahrweiler) war ein deutscher Apotheker und Politiker.

## Leben
Dahmen war der Sohn des advocatus et referendarius legalis Aloys Heinrich Dahmen (* 1748; † 30. März 1798 in Solingen) und dessen Ehefrau Maria Sybilla Lucia geborene Rheindorf (getauft 2. Juni 1752 in Solingen; † 18. Oktober 1832 in Ahrweiler). Er war katholisch und heiratete am 8. Juni 1810 in Ahrweiler Maria Sibille Knieps (getauft 29. April 1780 in Ahrweiler; † 27. März 1855 ebenda).
Dahmen war Apotheker und erwarb 1808 die 1791 gegründete Hirsch-Apotheke in Ahrweiler. Im Januar 1850 war er nicht mehr Eigentümer der Apotheke. Er war auch Gutsbesitzer.
1833 war er stellvertretender Abgeordneter zum Provinziallandtag der Rheinprovinz und dann 1837 bis 1841 Abgeordneter. 1847 war er Mitglied im Ersten und 1848 im Zweiten Vereinigten Landtag. 1848 wurde er Abgeordneter in der Preußischen Nationalversammlung. 1851 war er erneut Abgeordneter im Provinziallandtag, konnte aber an den Beratungen nicht teilnehmen.